# Barberenachampsa
Barberenachampsa es un género extinto de arcosauromorfo proterocámpsido que vivió durante el Triásico Superior en Brasil. Se llama así en honor de Mário Costa Barberena.
La única especie conocida es Barberenachampsa nodosa, (Barberena, 1982). Medía cerca de unos 3 metros de largo y pesaba 250 kilogramos. Era un depredador y se alimentaba de peces. Sus restos fósiles se han encontrado en la Formación Santa Maria, en el geoparque de Paleorrota.